# The Other Sides – Elvis Worldwide Gold Award Hits Vol. 2
The Other Sides – Elvis Worldwide Gold Award Hits Vol. 2 är ett samlingsalbum av den amerikanske sångaren och musikern Elvis Presley släppt den 1 augusti 1971. Det är en samlingsbox bestående av fyra LP och en uppföljare till volym 1. Den certifierades guld år 1999 i USA av RIAA.

## Innehåll
The Other Sides – Elvis Worldwide Gold Award Hits Vol. 2 gavs ut som en samlingsbox om fyra LP och som uppföljare och följeslagare till Worldwide 50 Gold Award Hits Vol. 1, den 1 augusti 1971. Men medan volym 1 huvudsakligen innehöll de största hit-låtarna som givits ut som singel-A-sidor, bestod denna box mestadels av singel-B-sidor. Flera av dessa hade dock legat på topplistorna till följd av egna framgångar, och samlingen innehöll stora hitlåtar som "(Marie's the Name) His Latest Flame", "Love Me", "One Night" och "Mean Woman Blues". Samtidigt bestod albumet också av mindre kända låtar som "Wild in the Country" och "My Baby Left Me". Stephen Thomas Erlewine, som har recenserat albumet åt Allmusic, menade att även om den första boxen innehöll hitlåtarna från de första 14 åren av Elvis karriär, visade denna volym på Elvis Presleys "bredd som sångare och den rikedom som hans röst gav rock'n'rollen, även under de år då han rörde sig mot ett mer poporienterat sound."
I motsats till volym 1, var låtarna denna gång inte kronologiskt ordnade, och inte heller tematiskt. Även låtar som tidigare givits ut enbart på EP ingick. Trots detta saknades ett antal låtar som inte givits ut på LP och till och med hit-singlar. Endast sex låtar på albumet hade tidigare officiellt aldrig släppts i LP-format före denna utgåva. Dessa var: "Let Me" och "Tell Me Why", singelversionerna (inspelade i studio) av "Patch it Up" och "I've Lost You", den odubbade versionen av "Lover Doll", och titellåten till Wild in the Country. Albumet certifierades guld för försäljning av 500 000 exemplar i USA den 15 juli 1999 av Recording Industry Association of America. Som marknadsföring innehöll den första utgåvan av denna samlingsbox en liten bit tyg som påstods komma från Elvis Presleys klädsel.

## Låtlista

### Originalutgåvan 1971

#### Skiva 1
| 1. | Puppet on a String (från filmen Girl Happy)                    | Roy Bennett, Sid Tepper           | 10 juni 1964    | 2:46 |
| 2. | Witchcraft                                                     | Dave Bartholomew, Pearl King      | 27 maj 1963     | 2:22 |
| 3. | Trouble (från filmen King Creole och albumet King Creole)      | Jerry Leiber, Mike Stoller        | 15 januari 1958 | 2:18 |
| 4. | Poor Boy (från filmen Love Me Tender)                          | Vera Matson, Elvis Presley        | 24 augusti 1956 | 2:15 |
| 5. | I Want to Be Free (från filmen Jailhouse Rock)                 | Jerry Leiber, Mike Stoller        | 3 maj 1957      | 2:15 |
| 6. | Doncha' Think It's Time                                        | Luther Dixon, Clyde Otis          | 1 februari 1958 | 1:57 |
| 7. | Young Dreams (från filmen King Creole och albumet King Creole) | Martin Kalmanoff, Aaron Schroeder | 23 januari 1958 | 2:25 |

| 1.           | The Next Step Is Love                    | Paul Evans, Paul Parnes                                           | 7 juni 1970      | 3:35  |
| 2.           | You Don't Have to Say You Love Me        | Pino Donaggio, Simon Napier-Bell, Vito Pallavicini, Vicki Wickham | 6 juni 1970      | 2:31  |
| 3.           | Paralyzed                                | Otis Blackwell, Elvis Presley                                     | 2 september 1956 | 2:24  |
| 4.           | My Wish Came True                        | Ivory Joe Hunter                                                  | 6 september 1957 | 2:36  |
| 5.           | When My Blue Moon Turns to Gold Again    | Gene Sullivan, Wiley Walker                                       | 2 september 1956 | 2:22  |
| 6.           | Lonesome Cowboy (från filmen Loving You) | Roy Bennett, Sid Tepper                                           | 15 januari 1957  | 3:05  |
| Total längd: | Total längd:                             | Total längd:                                                      | Total längd:     | 32:51 |

#### Skiva 2
| 1. | My Baby Left Me                                  | Arthur Crudup, Elvis Presley   | 30 januari 1956 | 2:15 |
| 2. | It Hurts Me                                      | Joy Byers, Charles E. Daniels  | 12 januari 1964 | 2:27 |
| 3. | I Need Your Love Tonight                         | Bix Reichner, Sid Wayne        | 10 juni 1958    | 2:04 |
| 4. | Tell Me Why                                      | Titus Turner                   | 12 januari 1957 | 2:09 |
| 5. | Please Don't Drag That String Around             | Otis Blackwell, Winfield Scott | 26 maj 1963     | 1:55 |
| 6. | Young and Beautiful (från filmen Jailhouse Rock) | Aaron Schroeder, Abner Silver  | 30 april 1957   | 2:07 |

| 1.           | Hot Dog (från filmen Loving You)                                 | Jerry Leiber, Mike Stoller    | 18 januari 1957 | 1:19  |
| 2.           | New Orleans (från filmen King Creole och albumet King Creole)    | Roy Bennett, Sid Tepper       | 15 januari 1958 | 2:00  |
| 3.           | We're Gonna Move (från filmen Love Me Tender)                    | Vera Matson, Elvis Presley    | 24 augusti 1956 | 2:30  |
| 4.           | Crawfish (från filmen King Creole och albumet King Creole)       | Ben Weisman, Fred Wise        | 15 januari 1958 | 1:50  |
| 5.           | King Creole (från filmen King Creole och albumet King Creole)    | Jerry Leiber, Mike Stoller    | 23 januari 1958 | 2:09  |
| 6.           | I Believe in the Man in the Sky                                  | Richard Howard                | 30 oktober 1960 | 2:14  |
| 7.           | Dixieland Rock (från filmen King Creole och albumet King Creole) | Rachel Frank, Aaron Schroeder | 16 januari 1958 | 1:39  |
| Total längd: | Total längd:                                                     | Total längd:                  | Total längd:    | 26:38 |

#### Skiva 3
| 1. | The Wonder of You (live)                                           | Baker Knight                 | 18 februari 1970  | 2:35 |
| 2. | They Remind Me Too Much of You                                     | Don Robertson, Leith Stevens | 22 september 1962 | 2:34 |
| 3. | Mean Woman Blues (från filmen Loving You)                          | Claude Demetrius             | 13 januari 1957   | 2:19 |
| 4. | Lonely Man (från filmen Wild in the Country)                       | Bennie Benjamin, Sol Marcus  | 7 november 1960   | 2:46 |
| 5. | Any Day Now                                                        | Burt Bacharach, Bob Hilliard | 20 februari 1969  | 3:00 |
| 6. | Don't Ask Me Why (från filmen King Creole och albumet King Creole) | Ben Weisman, Fred Wise       | 16 januari 1958   | 2:08 |

| 1.           | (Marie's the Name) His Latest Flame                               | Doc Pomus, Mort Shuman     | 25 juni 1961                          | 2:10  |
| 2.           | I Really Don't Want to Know                                       | Howard Barnes, Robertson   | 7 juni 1970                           | 2:46  |
| 3.           | (You're So Square) Baby I Don't Care (från filmen Jailhouse Rock) | Jerry Leiber, Mike Stoller | 3 maj 1957 (track) 8 maj 1957 (vocal) | 1:53  |
| 4.           | I've Lost You                                                     | Alan Blaikley, Ken Howard  | 4 juni 1970                           | 3:29  |
| 5.           | Let Me (från filmen Love Me Tender)                               | Vera Matson, Elvis Presley | 4 september 1956                      | 2:10  |
| 6.           | Love Me                                                           | Jerry Leiber, Mike Stoller | 1 september 1956                      | 2:44  |
| Total längd: | Total längd:                                                      | Total längd:               | Total längd:                          | 30:34 |

#### Skiva 4
| 1. | Got a Lot o' Livin' to Do! (från filmen Loving You)          | Aaron Schroeder, Ben Weisman                | 12 januari 1957  | 2:37 |
| 2. | Fame and Fortune                                             | Ben Weisman, Fred Wise                      | 20 mars 1960     | 2:30 |
| 3. | Rip It Up                                                    | Robert Blackwell, John Marascalco           | 3 september 1956 | 1:55 |
| 4. | There Goes My Everything                                     | Dallas Frazier                              | 8 juni 1970      | 2:59 |
| 5. | Lover Doll (från filmen King Creole och albumet King Creole) | Abner Silver, Sid Wayne                     | 16 januari 1958  | 2:15 |
| 6. | One Night                                                    | Dave Bartholomew, Pearl King, Anita Steiman | 23 februari 1957 | 2:33 |

| 1.           | Just Tell Her Jim Said Hello                                            | Jerry Leiber, Mike Stoller                               | 19 mars 1962    | 2:00  |
| 2.           | Ask Me                                                                  | Bernie Baum, Bill Giant, Florence Kaye, Domenico Modugno | 12 januari 1964 | 2:08  |
| 3.           | Patch It Up                                                             | Rory Michael Bourke, Eddie Rabbitt                       | 9 juni 1970     | 3:13  |
| 4.           | As Long as I Have You (från filmen King Creole och albumet King Creole) | Ben Weisman, Fred Wise                                   | 16 januari 1958 | 1:53  |
| 5.           | You'll Think of Me                                                      | Mort Shuman                                              | 14 januari 1969 | 4:03  |
| 6.           | Wild in the Country (från filmen Wild in the Country)                   | Luigi Creatore, Hugo Peretti, George David Weiss         | 7 november 1960 | 1:59  |
| Total längd: | Total längd:                                                            | Total längd:                                             | Total längd:    | 30:05 |